# Queratitis punteada superficial de Thygeson

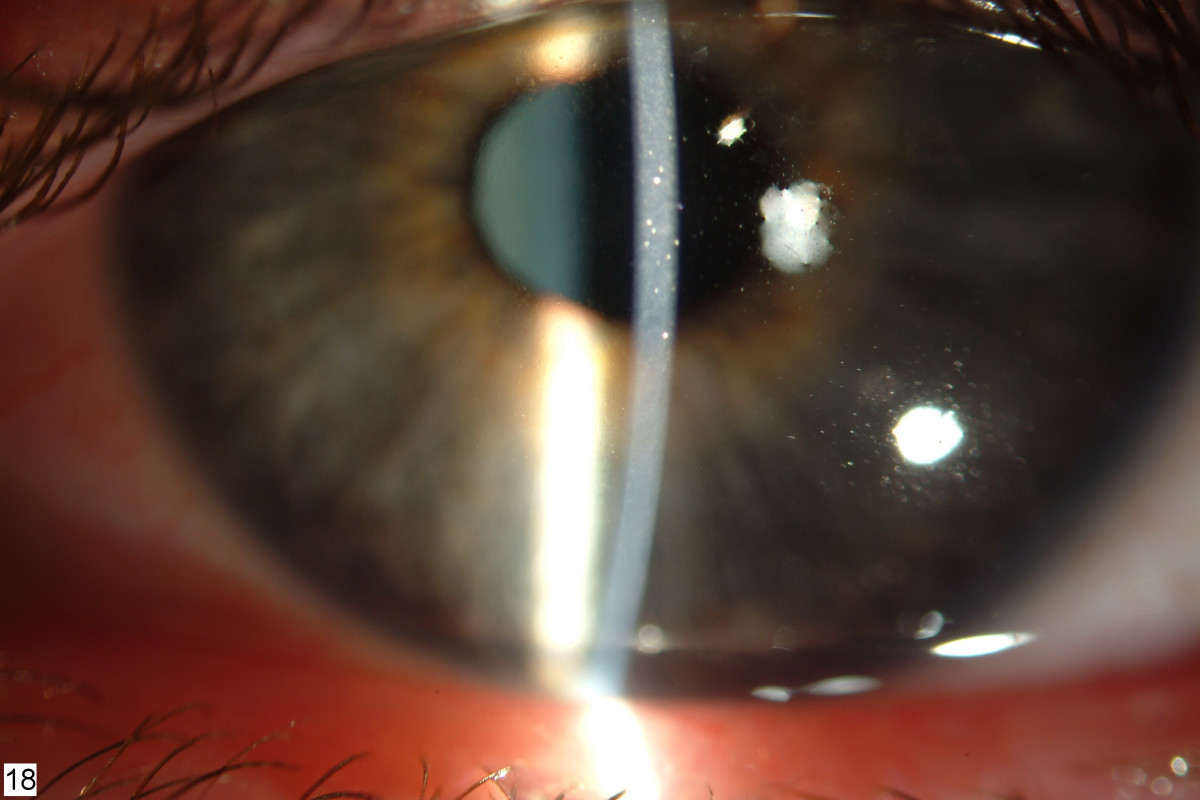
Córnea del lado izquierdo antes del tratamiento con ciclosporina, se aprecian las opacidades subepiteliales de color blanco grisáceo ligeramente elevadas. Hasanreisoglu y Avisar

Durante la época de 1950, Phillips Thygeson (oftalmólogo de la universidad de California), describió por primera vez una queratitis punteada superficial que se caracterizaba por múltiples opacidades corneales gruesas que no alcanzaban la conjuntiva. A nivel microscópico se puede vislumbrar  que dichas opacidades se deben a un aumento de las células de Langerhans en las capas basales de la córnea y, en la membrana de Bowman. La enfermedad produce una afectación bilateral, transitoria y con múltiples recurrencias.

## Causas
Su causa no está del todo clara, sin embargo se la ha relacionado con el gen HLA - DR3 el cual se ha visto afectado sobre todo en enfermedades de carácter  auto inmune, aunque también se encuentra presente en la diabetes mellitus tipo 1, por otro lado Braley y Alexander encontraron relación de la enfermedad con una sobre infección del Herpes Zóster y el Varicela Zóster, en un individuo inmuno-deficiente. Los cuales causarían cicatrices a nivel del tejido corneal y, debido a la pobre vascularización que tiene este tejido, la cicatriz al formarse dejaría una pequeña opacidad que se vislumbrarían al examen oftalmológico; dicho estudio se respalda con el estudio de Lemp en donde se pudo aislar de forma satisfactoria el virus en la córnea de un niño de diez años.
A pesar de esto, estudios más recientes propuestos por Connel y O'Reilly, realizados sobre una reacción en cadena de polimerasa (PCR) no fueron capaces de aislar ninguno de los virus antes mencionados por lo que su relación con la enfermedad no parece ser directa sino, más bien consecuencia.

## Diagnóstico
Para esta patología aún no existe un diagnóstico específico, se basa principalmente en la evaluación médica de los signos y síntomas. Sin embargo, existen exámenes complementarios que son de gran ayuda para asegurar de que se trata de una Queratitis punteada superficial de Thygeson. Existen estudios de laboratorio microbiológico que examinan la flora de la córnea, mientras hay inflamación activa, no obstante, este método de diagnóstico no es necesario porque no se trata de una enfermedad infecciosa.

## Manifestaciones clínicas
Al ser una enfermedad crónica de la córnea que se caracteriza por la formación de pequeñas lesiones a nivel focal y un aspecto turbio, los principales síntomas que presentan son la irritación, fotofobia, desgarro y molestias oculares en general, además otras afectaciones como ardor y la sensación de cuerpos extraños. De igual forma aunque menos frecuente puede manifestarse una inyección conjuntival e hipoestesia corneal leve o sensibilidad corneal disminuida.

## Tratamiento
Existen diferentes formas para tratar la Queratitis punteada superficial de Thygeson, sin embargo estos tratamientos están enfocados en la resolución de la sintomatología,  ya que al ser una enfermedad viral de carácter auto inmune esta va a cursar con cuadros de recidiva y de alivio, a pesar de que los síntomas pueden ceder por sí solos. Por otro lado se ha implementado tratamiento para la Queratitis punteada superficial de Thygeson, sin encontrar éxito alguno, se ha demostrado que los antibióticos tópicos resultan ineficaces además de que los anti virales han tenido un resultado mixto, por un lado, se ha mostrado una mejoría leve en aquellos que han sido tratados con trifluridina, pero por otro lado también se ha reportado que enlentece el proceso de curación de la enfermedad en comparación a cuando se trata solo con corticoides, también se ha informado que la trifluridina, produce reacciones secundarias tales como la reacción folicular lumbar transitoria.
El uso de lubricantes tópicos resulta beneficioso para aliviar los síntomas de la afección ocular y, junto al uso de corticoides tópicos; se considera el tratamiento ideal para aliviar los síntomas y los signos de esta enfermedad, a pesar de esto se considera que la aplicación de corticoides podría llegar a alargar el tiempo de curación, por ello se considera el uso de corticoides reservado para el exacerbación aguda, la ciclosporina, se considera el tratamiento de elección sobre todo cuando se utiliza como primera línea para este tipo de pacientes, además de tener menos efectos adversos en relación con los corticoides. Uno de los defectos que podría tener la ciclosporina es el picor que siente el paciente durante la aplicación tópica de la ciclosporina además de su elevado coste durante el tratamiento, razón por la cual los corticoides tópicos siguen siendo la base del tratamiento para la Queratitis punteada superficial de Thygeson.
El doctor Parveen K. Nagra sugiere un uso gradual de corticoides empezando con dosis bajas, seguido de corticoides fuertes y finalizando con gotas de ciclosporina.
Por otro lado, el uso de lentes de contacto blandos de vendaje han presentado resultados beneficiosos para aliviar de forma temporal la sintomatología de la enfermedad pero, podría llegar a aumentar la queratitis bacteriana asociada a lentes de contacto.